# Momentum (Steve Hackett)
Momentum is een studioalbum van Steve Hackett. Het was zijn tweede album dat grotendeels gewijd was aan het bespelen van de klassieke gitaar. Af en toe speelt broer John Hackett als begeleider mee. Het album verscheen in 1988 op zijn eigen platenlabel Start Records Ltd.. In 2001 kwam een heruitgave op (weer) Hacketts eigen label, dan Camino Records genoemd. De muziek is opgenomen in de Ratzor Studio in Londen. Het hoesontwerp was opnieuw van Kim Poor, toen mevrouw Hackett. Zij is waarschijnlijk ook het onderwerp van het nummer Brazilian lady (ze is Braziliaanse). A bed, a chair and a guitar is deels een citaat van Hacketts vader, die al vroeg de “gitaarverslaving” van zijn zoon inzag, het zou alles zijn wat Steve nodig had.
Het album verscheen na Hacketts uitstapje met Steve Howe in GTR.

## Musici
- Steve Hackett – gitaar
- John Hackett – dwarsfluit

## Muziek
| Nr. | Titel                                                    | Duur |
| --- | -------------------------------------------------------- | ---- |
| 1.  | Cavalcanti                                               | 6:13 |
| 2.  | The sleeping sea                                         | 3:27 |
| 3.  | Portrait of a Brazilian lady                             | 5:15 |
| 4.  | When the bell breaks                                     | 3:03 |
| 5.  | A Bed, a chair and a guitar (Steve Hackett, traditional) | 2:44 |
| 6.  | Concert for Munich                                       | 4:55 |
| 7.  | Last rites of innocence                                  | 5:28 |
| 8.  | Troubled spirit                                          | 2:30 |
| 9.  | Variation on a theme by Chopin                           | 4:55 |
| 10. | Pierrot                                                  | 2:53 |
| 11. | Momentum                                                 | 2:38 |

| Nr. | Titel                          | Duur |
| --- | ------------------------------ | ---- |
| 12. | Bourée (Johann Sebastian Bach) | 1:34 |
| 13. | An open window                 | 9:02 |
| 14. | The vigil                      | 6:19 |